# وكالة مفوض الدفاع
وكالة مفوض الدفاع (Defense Commissary Agency)، اختصاراً (DeCA)، ومقرها في فورت لي (فيرجينيا) ، هي وكالة تابعة لوزارة الدفاع الأمريكية (DoD) تدير ما يقرب من 240 مفوضًا حول العالم. يبيع المفوضون العسكريون الأمريكيون البقالة و السلع المنزلية إلى الخدمة الفعلية، والحراسة، والاحتياطي، والأعضاء المتقاعدين من جميع الخدمات النظامية الثماني للولايات المتحدة والأفراد المؤهلين من عائلاتهم بتكلفة بالإضافة إلى تكلفة إضافية ، مما يوفر للمستفيدين المصرح لهم آلاف الدولارات مقارنة بمحلات السوبر ماركت المدنية.

## روابط خارجية
- Defense Commissary Agency
- DeCA's Facebook page